# Kōji Fukushima
Pour les articles homonymes, voir Fukushima.
Kōji Fukushima (福島 康司, Fukushima Kōji, né le 21 août 1973) est un coureur cycliste japonais des années 2000. Il est le frère de Shin'ichi Fukushima.

## Biographie
En 2008, après cinq saisons professionnelles, passées dans des équipes japonaises, il décide de mettre un terme à sa carrière en 2008 à 35 ans. Il revient finalement sur sa décision en 2010 et rejoint pour une dernière saison l'équipe continentale Geumsan Ginseng Asia.
Depuis 2008, Kōji Fukushima forme de jeunes cyclistes japonais sur le territoire français pendant près de 6 mois par an grâce à l'équipe « Bonne Chance » qu'il dirige : « En fait, la création de cette structure est basée sur notre histoire personnelle, mon frère et moi » dit-il en évoquant son frère Shin'ichi Fukushima.
Quelques années plus tard en 2018, il créait sa propre société au Japon du nom de Hamaya. En 2019, il est envoyé en France ou il fonde Hamaya France à Conteville. Il quitte alors définitivement le monde du cyclisme et devient un brocanteur spécialisé dans les objets anciens japonais.

## Palmarès
- 2001
  - Grand Prix de Gerponville
- 2003
  - 3e du Grand Prix Chantal Biya
- 2004
  - 3e étape des Paths of King Nikola
  - Tour de Serbie :
    - Classement général
    - 1re étape

  - Tour de Chine :
    - Classement général
    - 3e étape
- 2005
  - Prologue du Tour du Siam
  - 3e étape du Tour de Langkawi
  - 2e du Circuit de Lorraine
- 2006
  - Boucles de la Mayenne
- 2007
  - 2e étape du Tour du Siam

## Classements mondiaux
| Année           | 2005 | 2006 | 2007 | 2008 |
| --------------- | ---- | ---- | ---- | ---- |
| UCI Asia Tour   | 16e  | 109e | 79e  | 102e |
| UCI Europe Tour | 158e | 387e |      |      |